# Bekecs (kabát)
A bekecs egy rövid báránybőrkabát elnevezése, a ködmön változataként férfiak és nők is viselték. Derékban testhezálló volt a szabása, a női az alsó részén a szoknyára felfeküdve kiszélesedett. Gallérja nem volt.

## Történeti áttekintés
A 18. század vége felé, a német szabók kezdték varrni a bekes nevű ujjast, az azonos nevű lengyel kabát mintájára (bekiesza [bekjesa]). Ennek volt szőrmével bélelt változata is, de a 19. század elejétől, immár bekecsnek említve és „vattérozva” is megrendelhető volt. A fekete posztóból készült, báránybőr bélésű változat a 19. század utolsó felében volt divatban, de még az 1920-as években is lehetett látni öregasszonyokat, akik viselték. Szatmári, hónaljban gombolódó bekecs változatot is feljegyeztek. A bekecs az 1950-es, 1960-as években Magyarországon nagyon elterjedt felső (téli) kabát, kívül gazdagon zsinórozva, prémezve és szőrös bőrrel bélelve. Lengyelországban még ma is divatos és elterjedt.